# Израел на Светском првенству у атлетици на отвореном 2015.
Израел је учествовао на Светском првенству у атлетици на отвореном 2015. одржаном у Пекингу од 22. до 30. августа петнаести пут, односно учествовао је на свим првенствима до данас. Репрезентацију Израела представљало је 5 атлетичара (2 мушкарац и 3 жене) који су се такмичили у 5 дисциплина (2 мушке и 3 женске).,
На овом првенству Израел је по броју освојених медаља делио 25. место са 1 освојеном медаљом (сребрна).. Није било нових националних, личних и рекорда сезоне. У табели успешности према броју и пласману такмичара који су учествовали у финалним такмичењима (првих 8 такмичара) Израел је са једним учесником у финалу делио 44. место са 7 бодова.
| Плас. | Земља  | 1. место | 2. место | 3. место | 4. место | 5. место | 6. место | 7. место | 8. место | Бр. финал. | Бод. |
| ----- | ------ | -------- | -------- | -------- | -------- | -------- | -------- | -------- | -------- | ---------- | ---- |
| =44.  | Израел | 0        | 1        | 0        | 0        | 0        | 0        | 0        | 0        | 1          | 7    |

## Учесници
| Мушкарци: - Доналд Санфорд — 400 м - Дмитри Кројтер — Скок увис | Жене: - Олга Ленскиј — 200 м - Ана Књазјева-Миненко - Троскок - Мархарита Дорозхон — Бацање копља |  |

## Освајачи медаља (1)

### Сребро (1)
- Ана Књазјева-Миненко — Троскок

## Резултати

### Мушкарци
| Атлетичар      | Дисциплина | Лични рекорд | Квалификације  | Квалификације  | Полуфинале           | Полуфинале           | Финале               | Финале               | Детаљи                                      |
| Атлетичар      | Дисциплина | Лични рекорд | Резултат       | Место          | Резултат             | Место                | Резултат             | Место                | Детаљи                                      |
| -------------- | ---------- | ------------ | -------------- | -------------- | -------------------- | -------------------- | -------------------- | -------------------- | ------------------------------------------- |
| Доналд Санфорд | 400 м      | 45,04 НР     | Није стартовао | Није стартовао | Није се квалификовао | Није се квалификовао | Није се квалификовао | Није се квалификовао | Архивирано на веб-сајту (26. октобар 2015)  |
| Дмитри Кројтер | Скок увис  | 2,29         | 2,22           | 15. у гр. Б    |                      |                      | Није се квалификовао | 33 / 39 (41)         | Архивирано на веб-сајту (17. децембар 2015) |

### Жене
| Атлетичарка          | Дисциплина   | Лични рекорд | Квалификације | Квалификације | Полуфинале            | Полуфинале            | Финале                                    | Финале       | Детаљи                                      |
| Атлетичарка          | Дисциплина   | Лични рекорд | Резултат      | Место         | Резултат              | Место                 | Резултат                                  | Место        | Детаљи                                      |
| -------------------- | ------------ | ------------ | ------------- | ------------- | --------------------- | --------------------- | ----------------------------------------- | ------------ | ------------------------------------------- |
| Олга Ленскиј         | 200 м        | 23,18        | 23,63         | 7. у гр. 6    | Није се квалификовала | Није се квалификовала | Није се квалификовала                     | 46 / 49 (51) | Архивирано на веб-сајту (30. новембар 2015) |
| Ана Књазјева-Миненко | троскок      | 14,61 НР     | 14,27 КВ      | 2. у гр. А    |                       |                       | 14,78 НР                                  |              | Архивирано на веб-сајту (3. септембар 2015) |
| Мархарита Дорозхон   | Бацање копља | 64,56 НР     | 61,04         | 8. у гр. Б    | Није се квалификовала | 16 / 32               | Архивирано на веб-сајту (31. август 2015) |              |                                             |